# Adieu poulet
Adieu poulet is een Franse film van Pierre Granier-Deferre die werd uitgebracht in 1975.
Het scenario is gebaseerd op de roman Adieu poulet! (1974) van Raf Vallet.

## Samenvatting
Rouen, 1975. In volle verkiezingsstrijd wordt een groepje vrijwilligers van de oppositie aangevallen terwijl ze campagneaffiches aan het plakken zijn. Een van hen wordt daarbij gedood. Politie-inspecteur Moitrier komt er plekke, probeert de aanvallers aan te houden maar hij wordt neergeschoten. In het ziekenhuis kan hij zijn collega, inspecteur Lefèvre, nog toevertrouwen dat de man die hem neerschoot Antoine Portor is, een medewerker van Pierre Lardatte, een vermogende verkiezingskandidaat van de republikeinse partij.
De onmiddellijke overste van Moitrier en Lefèvre, commissaris Verjeat, krijgt van Lardatte te horen dat hij de moorden betreurt maar dat hij de leden van zijn veiligheidsdienst niet persoonlijk kent. Ledoux, het algemeen hoofd van de politie, geeft Verjeat te kennen zich te concentreren op Portor, hij zal zelf wel uitzoeken of Lardatte iets te maken heeft met de twee moorden.
De koppige veteraan in Verjean en Lefèvre, zijn jonge onvoorspelbare en onstuimige acoliet, bijten zich, ondanks groeiende tegenstand, vast in de zaak.  

## Rolverdeling
| Acteur           | Personage                                          |
| ---------------- | -------------------------------------------------- |
| Lino Ventura     | hoofdcommissaris Verjeat                           |
| Patrick Dewaere  | inspecteur Lefèvre                                 |
| Victor Lanoux    | Pierre Lardatte                                    |
| Julien Guiomar   | Ledoux, contrôleur général en hoofd van de politie |
| Pierre Tornade   | commissaris Pignol                                 |
| Françoise Brion  | Marthe, de bordeelhoudster                         |
| Claude Rich      | rechter Delmesse                                   |
| Claude Brosset   | Antoine Portor                                     |
| Michel Peyrelon  | Roger Portor                                       |
| Gérard Hérold    | inspecteur Moitrier                                |
| Gérard Dessalles | inspecteur Ransac                                  |
| Michel Beaune    | inspecteur Dupuy                                   |
| Jacques Rispal   | Mercier                                            |
| Valérie Mairesse | het meisje met de kokarde                          |